# 恋旅〜True Tours Nanto
『恋旅〜True Tours Nanto』（こいたび トゥルー ツアーズ なんと）は、富山県南砺市がピーエーワークスに委託して製作を行い、2013年4月に公開された短編アニメである。

## 作品概要
アニメ制作会社であるピーエーワークスは南砺市に拠点を置き、同社初の制作元請作品の『true tears』は南砺市を舞台としている。本作品はtrue tearsに関わった声優・スタッフを集結させ、同市への観光客の誘致を目的に、ピーエーワークスに委託して製作が行われた。製作費には2012年度市予算として2,000万円が投じられており、加えて2013年度予算としてパンフレット作成などに516万円が計上されている。
いわゆる聖地巡礼を目的とした観光客を誘致するため、南砺市の利賀・福野、井波・平・上平、福光・井口・城端の各地区を舞台とした3話が製作され、また作品は市内に訪れないと見られない仕組みとなっており、視聴目的の観光客の誘客も図られている。
また、作品の舞台を周るフォトラリーキャンペーンも展開されており、 ポストカードやポストカードブックのプレゼントが行われる。

## 各話概要
各話約5分で、3編×各前後編2話の計6話制作された。

### 耀司と千晶編
利賀・福野地区を舞台とし、同地区において視聴が可能である。須川 耀司は5年間付き合ってきた彼女の逢沢 千晶に断りなく転勤を決めてしまい、結果千晶は別れることを提案する。2人は最後の思い出作りのために付き合ってから最初に旅行をした地である南砺を訪ねることにした…。

### 晴喜と葵編
井波・平・上平地区を舞台とし、同地区において視聴が可能である。幼馴染みの横川 晴喜と新藤 葵の2人はそれまで意識していなかった互いに抱く想いに気付く…。

### 匠と夏子編
福光・井口・城端地区を舞台とし、同地区において視聴が可能である。イオックス・アローザで働く西 匠はジムカーナが趣味の石倉 夏子に出会う。2人は一緒に出かけるようになり…。

## 視聴
2013年4月28日に配信を開始。
南砺市のエリア放送「なんとちゃんねる」の地上一般放送局12局から送信する。
南砺市の8庁舎、城端観光案内所では「なんとちゃんねる」を受信したテレビで、福野ショッピングセンター、いなみ木彫りの里、道の駅福光、スキー場イオックス・アローザには「恋旅端末」と称した録画素材を再生する専用コーナーが設置されて視聴できた。
スマートフォンでは、AndroidおよびiOS端末用のアプリケーションを利用する。
アプリはGPS情報により舞台地区内に入った際に視聴できるようになる。
7月10日からは「なんとの日」を記念し、7月31日まで「晴喜と葵編」前編がスマートフォンアプリで日本全国で視聴可能となり、東京都秋葉原の「秋葉原駅前エリア放送」（東京ワンセグ放送）でも放映された。
2018年12月7日をもってなんとちゃんねるは廃止され、以後の視聴は専用アプリによるのみとなっていた。
その後、OSに対応したアップデートが困難になってきたことを理由に2020年3月31日をもってアプリの配信が停止されたが、同年5月26日より、公式Youtubeチャンネルにて各話の前編を視聴することが可能となった。各話の後編については、「True Tours」の名のとおり、視聴者が実際に南砺市へ訪問することを目的に、ピーエーワークス本社に隣接する「南砺市クリエイタープラザ　桜クリエ」の館内で視聴できる。
2021年4月23日より、後編についても公式Youtubeチャンネルにて視聴が可能になっている。

## スタッフ・キャスト

### スタッフ
- 監督・演出・絵コンテ - 西村純二
- 脚本 - 岡田麿里（耀司と千晶編・晴喜と葵編）、西村ジュンジ（匠と夏子編）
- キャラクター原案 - tanu
- キャラクターデザイン - 吉田優子
- プロップデザイン - 藤井康雄
- 作画監督 - 相馬満(1 - 6)、竹下美紀(4)、大高美奈(5 - 6)
- 美術監督 - 竹田悠介
- 色彩設計 - 井上佳津枝
- 撮影監督 - 出水田和人
- 編集 - 邊見俊夫
- 3D監督 - 山崎嘉雅
- 2D/特殊効果 - 加藤千恵
- 音響監督 - 若林和弘
- 音楽 - 松田彬人
- 音楽プロデューサー - 斎藤滋
- 主題歌 - eufonius
- プロデューサー - 菊池宣広、堀川憲司
- アニメーション制作 - P.A.WORKS
- 企画協力 - 永谷敬之
- 企画 - 南砺市、南砺市観光協会、恋旅Nantoプロジェクト、P.A.WORKS、ヨーズマー、富山AR協会、MAKIプランニング
- 製作 - 南砺市

### キャスト
- 須川耀司 - 増田裕生
- 逢沢千晶 - 名塚佳織
- 横川晴喜 - 吉野裕行
- 新藤葵 - 高垣彩陽
- 西匠 - 石井真
- 石倉夏子 - 井口裕香

## 音楽集CD
各話主題歌3曲およびBGM15曲の計18曲を収録した『恋旅〜True Tours Nanto〜 音楽集』が2013年5月24日にランティスより発売された。
販売はランティスの通販サイト、L-MARTで行われるほか、南砺市内限定盤も用意され、市内の一部観光関連施設やCDショップなどで販売される。

### 収録曲
1. sympathetic world [4:57]
作詞：riya、作曲・編曲：ただすけ、歌：eufonius
耀司と千晶編テーマソング
2. 耀司と千晶のテーマ [5:39]
3. 客観的な目線で [0:32]
4. こぼれ出る本音 [1:17]
5. 心に光があふれてくる [1:09]
6. 君の引力 [4:34]
作曲・作詞：riya、編曲：ただすけ、歌：eufonius
晴喜と葵編テーマソング
7. 晴喜と葵、若い二人 [2:52]
8. 可愛い恋の始まり [1:08]
9. こんなはずじゃないんだけどな [0:47]
10. 自分の気持に正直に [1:03]
11. 晴喜の告白 [1:15]
12. Paslaptis [4:12]
作詞・作曲：riya、編曲：bermei.inazawa、歌：eufonius
匠と夏子編テーマソング
13. 雄大な自然に包まれて [2:01]
14. 夏子の積極さ [0:52]
15. 大きな風景と二人 [1:52]
16. 椿の花弁に寄せられた唇 [1:06]
17. 縮まる心、近づく想い [2:34]
18. 真っ直ぐな想い [1:19]

## その他
- 2015年3月1日より金沢市と南砺市を結ぶ実証実験バスが運行を開始し、運用車両のうち1台に同年8月1日から2019年（月日不明）まで南砺市に所縁のある当作品のイラストが使用されたラッピングバスが使用されていた[11]。

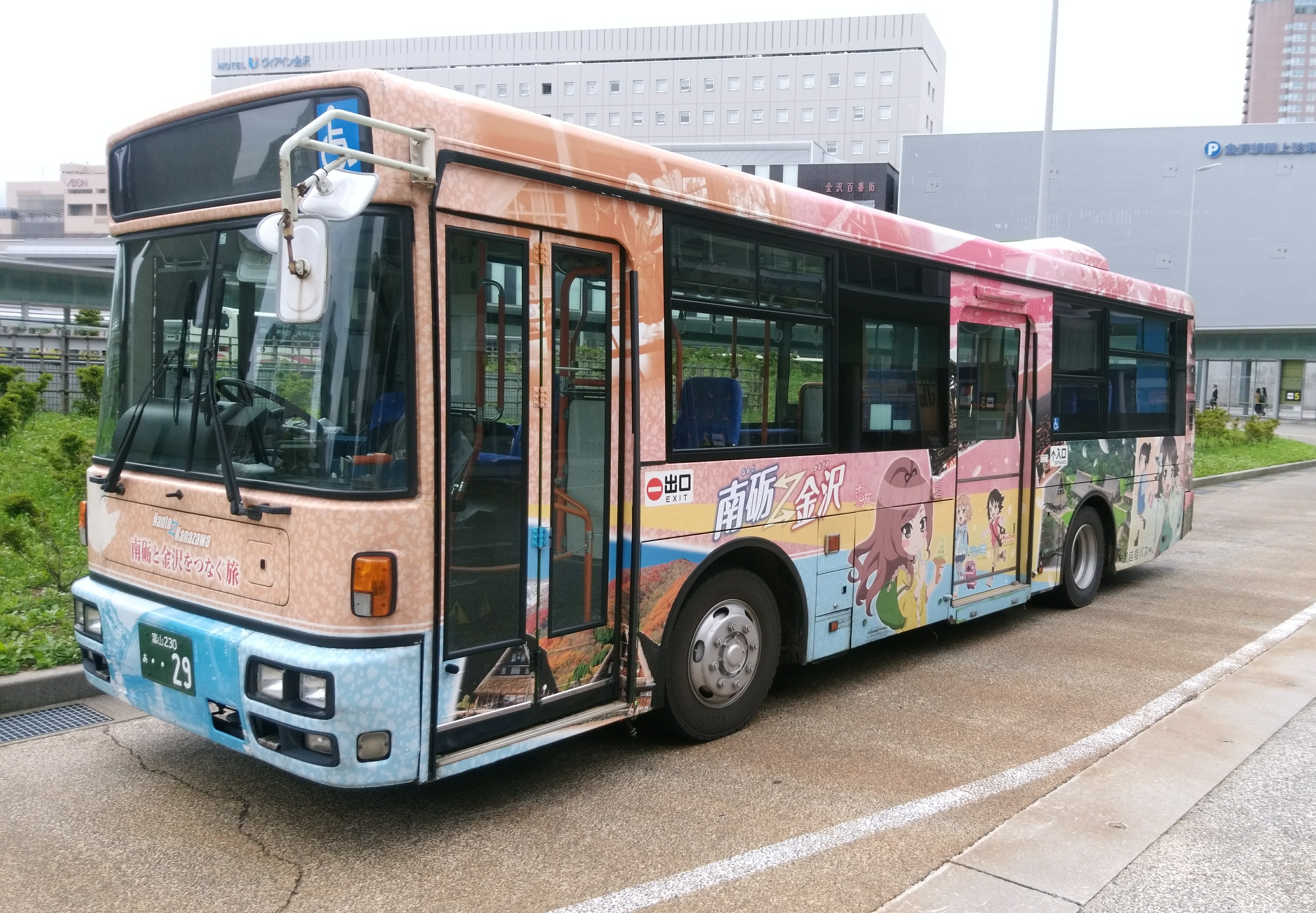
南砺-金沢線には、南砺市に本社のあるアニメーション制作会社ピーエーワークスが制作し、両都市に所縁のあるアニメ作品のデザインされた専用車で運行されていた（2020年現在当該ラッピング車での運用終了）